# Stade Paul Sayal Moukila
Le stade municipal Paul Sayal Moukila, anciennement appelé stade Réné Pont ou encore stade Denis Sassou N'Guesso, est un stade olympique de 20 000 places rénové en 2008, et situé dans la ville de Dolisie,.
Il est le stade officiel de l'Athlétic Club Léopards de Dolisie.
Il abrite le 15 août 2008, la finale de la Coupe du Congo de football, à l'occasion du 48e anniversaire de l'indépendance du Congo.